# Carl Carlskiöld
Carl Carlskiöld, före adlandet 1743 Hultman, född 3 september 1699 i Norrköping, död 4 juli 1784 i Västerås, var ett svenskt krigsråd och landshövding i Västmanlands län.

## Biografi
Carlskiöld var son till handlanden i Norrköping Lorentz Hultman och hans andra hustru Margareta Karlsdotter. Han var gift två gånger, i första äktenskapet med Hedvig Eleonora Wallin och i det andra med Elisabeth Nordberg. Han var halvbror till Pehr Carlskiöld.
Carl Hultman blev student vid Uppsala universitet 1712 och blev 1720 extraordinarie kanslist i Krigsexpeditionen, där hans morbror Carl von Carlsson intog en framskjuten position. Han företog en studieresa till Danmark, Tyskland, Nederländerna, Frankrike och England 1724–27 då han bland annat uppehöll sig vid universiteten i Leipzig och Utrecht och blev 1725 kopist och 1728 kanslist. Under tiden i Nederländerna blev han vän med den svenske ministern där Joakim Fredrik Preis. Efter sin återkomst till Sverige kom han att få en mångsidig användning vid krigsexpeditionen, förde protollet över krigsbefälets enskilda besvär vid riksdagen 1726/27 och erhöll redan 1734 ett löfte om adelskap, vilket 1743 realiserades. Hultman blev 1740 andre registrator och 1742 protokollsekreterare i krigsexpeditionen. I rådet och kabinettet anlitades han ofta som protokollsförare sedan han befordrats till protokollsekreterare. Särskilt under hattarnas ryska krig och Dalupproret 1743 hade Carlskiöld ett krävande arbete. Efter sitt adlande deltog han regelbundet i riddarhusets förhandlingar, bevistade riksdagarna 1746–1771 och var därunder bland annat ledamot av expeditionsdeputationen 1751 och 1760–62 samt elektor vid riksrådsvalet och ledamot av stora deputationen 1755–56. Han var dock inte särskilt politiskt aktiv, och sedan han 1747 befordrats till krigsråd inskränkte hans insatser sig främst till kollegialt samarbete. Carlskiöld var 1756–1765 adelns fullmäktig i manufakturkontoret, blev 1758 direktör i Vadstena adliga jungfrustift samt statssekreterare i krigsexpeditionen 1761.
En mindre betydande uppgift som likväl visar på hans höga anseende var då han våren 1757 fick biträda riksrådet Gustaf Fredrik von Rosen vid beräknandet av kostnaderna för Pommerska kriget. 1772 utsågs Carlskiöld till landshövding i Västmanlands län efter att tidigare förgäves ha sökt en sådan post i andra län 1757 och 1759, en tjänst han sedan innehade till sin död.
Carlskiöld blev 1762 riddare och 1772 kommendör av Nordstjärneorden
Carl Carlskiöld efterlämnade en son, Gustaf Carlsköld (1747–1802).